# Tóvölgyi Elemér
Tóvölgyi Elemér (Pest, 1872. július 17. – Mátraháza, 1943. június 13.) orvos, egyetemi magántanár, a Magyar Királyi Országos Zeneakadémia gégeorvosa, a Berlini Gégeorvosok Egyesületének tagja.

## Életútja
Tóvölgyi Titusz (1838–1918) és dapsai Dapsy Vilma fiaként született. Középiskolai tanulmányait az Aszódi Evangélikus Gimnáziumban kezdte, majd a Debreceni Református Főgimnáziumban és a Budapesti Református Főgimnáziumban folytatta. 1891 júniusában érettségi vizsgát tett. Felvételt nyert a Budapesti Tudományegyetem Orvostudományi Karára, ahol 1897-ben szerzett oklevelét. Már fiatal korában feltűnt cikkeivel, tanulmányaival, több értékes írása jelent meg a Tolnai Világlapjában is. Színdarabjaival szép sikereket aratott, könyvei közül az Énekesek orvosa című munkája több kiadást ért meg. A spiritizmussal is foglalkozott és a magyar spiritiszta irodalmat számos művel gyarapította.

## Családja
1903. október 19-én Budapesten, a Józsefvárosban feleségül vette Harmath Ilona színésznőt, akitől 1909-ben elvált. Második felesége ludrovai Tóth Ilona (1885–1935) polgári iskolai tanító volt, akivel 1909. július 15-én kötött házasságot. Egy év özvegység után nőül vette Sulczer Manó és Brucker Antónia lányát, Sulczer Gabriellát (1897–1947).
Gyermekei:
- Tóvölgyi Tibor Elemér (1904–1947) orvos. Felesége dr. Kiss Klára.
- Tóvölgyi Titusz Elemér (1911–?).
- Tóvölgyi Ildikó

## Munkái
- Vizsgálatok a «gelatine» vérmegolvasztó hatásáról. Budapest, 1899. (Orvosi Hetilap Közleménye)
- Az arneurysma tanának és gyógymódjainak jelenlegi állása. Budapest, 1900. (Klinikai Füzetek X.)
- A «rezgő-massage» értékéről, valamint alkalmazásának legújabb módszereiről a felső légutak megbetegedésénél. Budapest, 1900. (Orvosi Hetilap Közleménye)
- Az electrotherapia a hólyagzavarokkal társult idegbajoknál. Budapest, 1900. (Orvosi Hetilap Közleménye)
- A gége-gümőkórról. Budapest, 1901. (Orvosi Hetilap Közleménye).
- A jódmérgezésről egy érdekes eset kapcsán. Budapest, 1902. (Orvosi Hetilap Közleménye)
- Az influenzás laryngitis egy syphilitikus betegnél. Budapest, 1902. (Orvosi Hetilap Közleménye)
- Az énekesek hangzavarairól. Budapest, 1904. (Klinikai Füzetek XV.)
- A «hetol» befecskendezésének értékéről a tüdő- és gégébe a gümőkór esetekben. Budapest, 1904. (Orvosi Hetilap Közleménye)
- Énekesek orvosa; énekesek tan- és gyógykönyve. Budapest, 1907. 62 ábrával és a légzési gyakorlatok táblázatával. Budapest, 1907. (Sik Józseffel. Ism. Vasárnapi Ujság 1908. 9. szám)